# Max Rupp

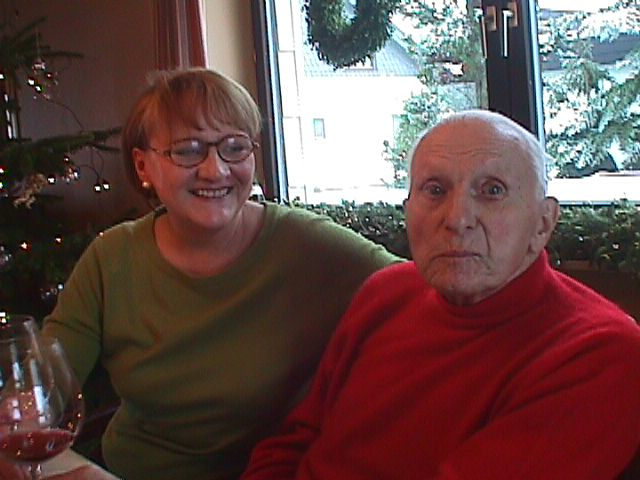
Max Rupp und Margot Domeyer im Jahr 2000

Max Rupp (* 17. Juni 1908 in Oberstein; † 6. September 2002 ebenda) war ein deutscher Maler, Kunstlehrer und Autor.
Rupp studierte in München, Kassel, Düsseldorf, Paris und Berlin. 1933 legte er das Staatsexamen für das künstlerische Lehramt ab. Er war von 1936 bis 1937 freier Mitarbeiter der Berliner Illustrierten Nachtausgabe. Im Oktober 1939 nahm er eine Stelle als Kunsterzieher am Musischen Gymnasium Frankfurt am Main an. Während des Zweiten Weltkrieges war er als Soldat in Frankreich und Russland eingesetzt. Er beteiligte sich zwischen 1941 und 1988 an zahlreichen nationalen und internationalen Ausstellungen. Zwischen 1948 und 1956 war er Lehrer an der Fachschule für Schmuck in Idar-Oberstein. 1956 wurde er zum Direktor der Landeskunstschule in Mainz berufen. Ab 1960 war er als Kunsterzieher am Göttenbach-Gymnasium in Idar-Oberstein angestellt.
Rupp war bis zur Scheidung Mitte der 1950er Jahre mit Maria Pierenkämper, der späteren Frau des Verlegers Ernst Rowohlt, verheiratet.

## Auszeichnungen
1973 erhielt er die Slevogt-Medaille, 1987 wurde er mit dem Kunstpreis des Landes Rheinland-Pfalz ausgezeichnet.

## Werke
Kurt Becker, Max Rupp, Klaus Eberhard Wild: Idar-Oberstein. 3., veränderte Auflage, Rheinischer Verein für Denkmalpflege und Landschaftsschutz, Köln 1990, ISBN 3-88094-641-8
| Personendaten    | Personendaten                          |
| ---------------- | -------------------------------------- |
| NAME             | Rupp, Max                              |
| KURZBESCHREIBUNG | deutscher Maler, Kunstlehrer und Autor |
| GEBURTSDATUM     | 17. Juni 1908                          |
| GEBURTSORT       | Idar-Oberstein                         |
| STERBEDATUM      | 6. September 2002                      |
| STERBEORT        | Idar-Oberstein                         |